# Mini-VGA
Mini-VGA — разъём представляющий нестандартную проприетарную альтернативу обычному разъёму VGA, устанавливался на некоторых ноутбуках. Нужен для того чтобы передавать картинку с ноутбука на монитор. Помимо компактной формы, порты mini-VGA имеют дополнительную возможность выводить как композитный сигнал, так и S-Video в дополнение к сигналам VGA за счет использования EDID. Разъем mini-VGA в значительной степени был вытеснен пришедшими ему на смену цифровыми интерфейсами mini-DVI и Mini DisplayPort. 
Существуют разные варианты реализации разъёма mini-VGA. В основном использовался на ноутбуках Apple в 2002—2005 годах. Также применялся на ноутбуках Chromebook от Samsung с 2011 года, HP и Sony.